# Georges Heylens
Georges Heylens (* 8. srpna 1941, Etterbeek) je bývalý belgický fotbalista, který hrál jako obránce. S belgickou reprezentací získal bronzovou medaili na mistrovství Evropy v roce 1972 (odehrál oba zápasy: semifinále i utkání o třetí místo). Zúčastnil se i mistrovství světa v roce 1970, kde odehrál všechna tři utkání Belgičanů na turnaji. Za národní tým nastupoval v letech 1961–1973 a odehrál za něj 67 utkání. Celou svou klubovou kariéru strávil v Anderlechtu Brusel (1960–1973). Stal se s ním sedmkrát mistrem Belgie (1961–62, 1963–64, 1964–65, 1965–66, 1966–67, 1967–68, 1971–72) a třikrát vybojoval belgický pohár (1964–65, 1971–72, 1972–73). Po skončení hráčské kariéry se stal trenérem, v roce 1984 byl vyhlášen belgickým trenérem roku.